# Andrzej Gajewski (trener)
Andrzej Gajewski (ur. 3 stycznia 1936 w Katowicach, zm. 2 lipca 2018) – polski trener piłkarski i piłkarz.

## Życiorys
W 1954 zdał maturę w Liceum Ogólnokształcącym im. A. Mickiewicza w Katowicach. Jako junior grał w piłkę nożną w Baildonie Katowice. W 1958 ukończył AWF w Warszawie na kierunku nauczycielskim (piłka nożna), uzyskując tytuł magistra i trenera piłki nożnej II klasy. Jako student grał w III-ligowym AWF Warszawa oraz Polonii Warszawa (awansując z nią z III do II ligi w 1959). Później występował w GKS Katowice (awansował z drużyną z III do II ligi w 62/63 i do I ligi w 64/65).
W 1966 zorganizował w Gwardii Katowice szkółkę piłkarską i prowadził ją do 1968. Następnie został trenerem III-ligowej Stali Mielec, którą doprowadził w ciągu 4 lat do szczytu I ligi. W sezonie 68/69 awansował z nią do II ligi, rok później do I ligi. W I lidze prowadzona przez niego drużyna zajęła kolejno 10. i 5. miejsce. W sezonie 72/73 Stal prowadziła przez rundę jesienną (ukończoną na 3. miejscu). Miejsce po nim zajął Károly Kontha, który doprowadził Stal do mistrzostwa Polski. Na rundę wiosenną Gajewski wyjechał do III-ligowego Motoru Lublin, z którym awansował do II ligi. Następnie trenował kilka czołowych polskich klubów, m.in. w latach 1976–1978 prowadził II-ligową drużynę GKS Katowice, awansując z nią do I ligi w sezonie 1977/1978. Katowicką drużynę prowadził także w pierwszych sześciu spotkaniach ekstraklasy w sezonie 1978/1979. Po odniesieniu poważnej kontuzji musiał odpocząć od pracy. Dopiero po kilku latach powrócił na ławkę trenerską i zajmował się zespołami ze śląskiej ligi okręgowej. Został wyróżniony m.in. Złotą Odznaką PZPN. W 1995 przeszedł na emeryturę.